# Isbjerget
Isbjerget (v doslovném překladu Ledovec) je moderní bytový dům v dánském druhém největším městě, Aarhus. Komplex byl vystavěn v letech 2010–2013 společností NCC AB, podle návrhu čtyř architektonických firem – CEBRA, JDS Architects, Louis Paillard a SeARCH.
Komplex získal také několik ocenění, mezi nimi i prestižní cenu MIPIM. 

## Popis

### Exteriér
Celý komplex se skládá ze čtyř budov, rozdělených na menší části, připomínajících rozpadající se ledovce. Budovy jsou až deset pater vysoké, přičemž jsou konstruovány tak, aby každý byt měl vlastní balkon s výhledem na moře. Každá budova má proto zkosenou střechu. Jednotlivé budovy jsou obloženy teracem v bílé barvě a balkony z modrého skla, aby připomínali jak tvarem, tak i barvou ledovce.

### Interiér
V celém komplexu se nachází přes 208 bytů s celkovou plochou 25 000 m2. Na výběr jsou byty od 55 m2 do 227 m2, s tím, že některé jsou dvoupodlažní nebo vyvýšené.
Celý komplex je rozdělen na obytnou zónu, ale i komerční zónu, kde ve spodních patrech budov mohou být služby pro občany.

## Historie
Projekt Isbjerget je prvním projektem postaveným v oblasti bývalého přístavu Aarhus, který byl přesunut, aby na jeho místě mohla vyrůst obytná a komerční zóna, která bude schopná pojmout až 7 000 obyvatel a 12 000 pracovních pozic po jejím dokončení.
Výstavba komplexu Isbjerget začala v roce 2010, poté, co v roce 2008 vyhráli čtyři architektonické firmy soutěž – dánské CEBRA a JDS Architects, francouzská Louis Paillard a nizozemská SeARCH. Stavba byla dokončena v roce 2013.

## Ocenění
Stavba získala také dvě ocenění – MIPIM v březnu 2013, za kategorii „Nejlepší rezidenční projekt“, ocenění webu ArchDaily.com v kategorii „Best Housing“ za rok 2015 a cenu Architizer A+ Awards.